# Qian Xiuling

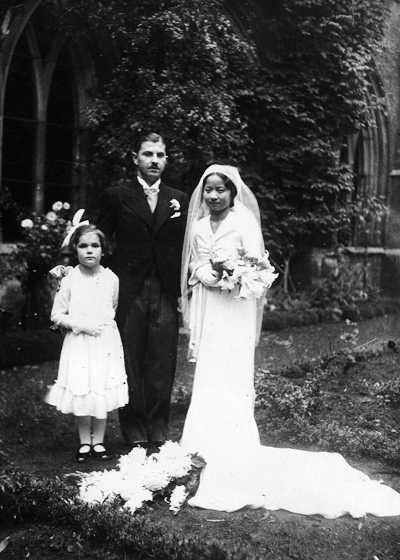
Hochzeit von Qian Xiuling und Grégoire de Perlinghi 1933

Qian Xiuling (chinesisch 钱秀玲 oder Siou-Ling Tsien de Perlinghi; geb. 12. März 1912 in Yixing, China; gest. 1. Juni 2008 in Belgien) war eine chinesisch-belgische Chemikerin, die während der Nazi-Besatzung in Belgien etwa 100 Menschen das Leben rettete.

## Leben

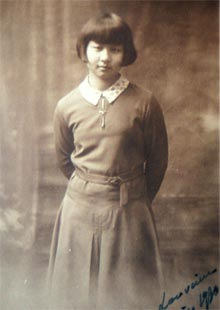
Qian Xiuling 1930

Qian Xiuling wurde 1912 in Yixing in der Jiangsu-Provinz in eine große und gut vernetzte Familie hineingeboren, die durch Textilhandel zu einigem Wohlstand gekommen war. Ihr älterer Cousin Generalleutnant Qian Zhuolun war Chef des Ersten Generalbüros des Verteidigungsministeriums der Kuomintang-Verwaltung und Generalstabschef. Qian war schön, sportlich und hatte exzellente Schulergebnisse vorzuweisen. Auf Empfehlung ihrer Lehrer ging sie 1929 zusammen mit ihrem Bruder und ihrem Verlobten nach Europa. Sie studierte an der Université catholique de Louvain in Belgien Chemie und wurde mit 22 Jahren die erste Frau in Belgien, die einen Doktor in Chemie erlangte.
1933 heiratete sie den belgischen Mediziner Grégoire de Perlinghi, nachdem sie die Verlobung mit ihrem chinesischen Bräutigam beendet hatte. Das Paar zog dann nach Herbeumont in den Ardennen, wo sich ihr Mann als Arzt niederließ.
1939 soll sie laut einer Quelle nach Paris gereist sein, in der Hoffnung, in Marie Curies Labor arbeiten zu können, aber die gesamte Einrichtung soll wegen des Zweiten Weltkrieges in die Vereinigten Staaten verlegt worden sein.
Im Juni 1940 wurde ihre Heimatstadt Herbeumont von der deutschen Armee besetzt, nachdem ein belgischer Jugendlicher einen Zug mit einer zwischen den Gleisen vergrabenen Mine gesprengt hatte. Der Jugendliche wurde zum Tode verurteilt. Qian las in einer Zeitung den Namen des deutschen Generals, der in Belgien den Befehl hatte. Sie kannte General Alexander von Falkenhausen aus der Zeit, als er in China im Rahmen der Chinesisch-Deutschen Kooperation gearbeitet hatte. Falkenhausen war einer der Berater von Chiang Kai-shek und hatte eng mit Qians älterem Cousin Generalleutnant Qian Zhuolun zusammengearbeitet. Sie schrieb Falkenhausen einen Brief und reiste mit den Eltern des Jungen zu Falkenhausen nach Brüssel. Falkenhausen entschied daraufhin seine Autorität einzusetzen, um den Jungen aus humanitären Gründen zu entlassen. Die Geschichte sprach sich unter den Belgiern herum, die sie bald als Heldin verehrten.
Am 7. Juni 1944 wurde Qian erneut kontaktiert, nachdem die Deutschen 97 Belgier gefangen genommen hatten, um sie als Rache für den Mord an drei Gestapoleuten im nahe gelegenen Ecaussinnes zu töten. Obgleich sie mit ihrem ersten Kind schwanger war, reiste sie erneut zu Falkenhausen und bat ihn zu intervenieren. Er zögerte, stimmte dann aber zu, die Geiseln zu entlassen, obwohl er wusste, dass er einen Befehl missachtete. Der General wurde nach Berlin befohlen, um seine Insubordination zu erklären. Durch das Kriegsende blieben Falkenhausen das deutsche Gericht und die Bestrafung erspart, er wurde jedoch wegen Kriegsverbrechen festgesetzt. Er wurde 1951 in Belgien vor Gericht gestellt.
Qian sprach vor Gericht und plädierte für Falkenhausens guten Charakter. Er wurde zu zwölf Jahren für die Hinrichtungen von Geiseln und die Deportation von Juden verurteilt, jedoch schon nach drei Wochen nach Deutschland entlassen, wo er 1966 starb.

## Vermächtnis
Qian erhielt die Anerkennungsmedaille 1940–1945 (französisch Médaille de la Reconnaissance Belge 1940–1945) von der belgischen Regierung.
Qians Geschichte wurde der einer 16-teiligen Serie Eine chinesische Frau vor Gestapogewehren im chinesischen Fernsehen gezeigt. Zuvor hatte Qian ihrer Familie nie von ihren Erlebnissen erzählt.
2003 machten Qians Enkelin Tatiana de Perlinghi einen Dokumentarfilm namens Ma grand-mère, une héroïne? (Meine Großmutter, eine Heldin?).
2005 bedankte sich der chinesische Botschafter in Belgien Zhang Qiyue bei ihr, als er sie im Altersheim besuchte. Qians Ehemann war 1966 gestorben.
Qian ist Ehrenbürgerin der Gemeinde Ecaussinnes. Dort wurde ihr zu Ehren eine Straße Rue Perlinghi benannt.
Ein Roman des Autors Zhang Yawen über Qian mit dem englischen Titel Chinese Woman at Gestapo Gunpoint erschien 2003.